# 4-та легка дивізія (Третій Рейх)
4-та легка дивізія (Третій Рейх) (нім. 4. Leichte-Division) — легка дивізія Вермахту, що існувала у складі Сухопутних військ Німеччини на початку Другої світової війни. 3 січня 1940 переформована на 9-ту танкову дивізію.

## Історія
4-та легка дивізія була сформована 1 квітня 1938 у Відні в XVII-му військовому окрузі (нім. Wehrkreis XVII).

## Райони бойових дій
- Німеччина (Австрія) (квітень 1938 — березень 1939);
- Чехословаччина (березень 1939);
- Німеччина (квітень — вересень 1939);
- Польща (вересень 1939 — січень 1940).

## Командування

### Командири
- генерал-майор Альфред фон Губіцкі (нім. Alfred Ritter von Hubicki) (1 квітня 1938 — 3 січня 1940).